# 郡山城 (陸奥国紫波郡)
郡山城（こおりやまじょう）は、岩手県紫波郡紫波町にあった日本の城。別称は高水寺城（こうすいじじょう）。紫波町指定史跡。

## 概要
郡山城は岩手県紫波郡紫波町二日町字古舘に所在する。高水寺城の名称は、斯波氏の居城が高水寺という寺の一部を城柵として用いたことに由来する。高水寺の古館は郡山の北西2km、高水寺の西方に近接していた。
現在は、紫波町立城山公園として整備されている。

## 沿革
中世から江戸初期の山城で、斯波郡斯波氏の本拠地で、建武2年（1335年）に足利尊氏が奥州管領とし斯波高経の長子家長を下向させ居城としたことに始まるといわれる。
戦国時代に入り、平野部の本城のみでは防御上の不安が生じたため、郡山の丘陵上に詰の城を築き、最頂部に本丸がありその南に二の丸（若殿屋敷）、東に家臣の右京屋敷や姫御殿などがあり、郡山の山城が斯波氏の本城と見なされ、高水寺城または志和館（城）と称された。斯波氏が隆盛をきわめていたころは「斯波御所」と称されていた。
室町時代後期にいたって三戸南部氏の南進政策により対立が激化し、天正16年（1588年）、岩清水右京の謀叛を契機に斯波氏の滅亡ののち、南部信直は高水寺城を「郡山城」と改め、中野修理康実を城代としておき、その後、中津川や北上川がたびたび氾濫して石垣などが崩れたりしたため、不来方（盛岡）城築城に際して、南部信直の元和～寛永年間の居城として南部領の中心となった。
南部氏が居城を盛岡城に移した後の寛文7年（1667年）に破却されて城代も廃され、古材は盛岡城本丸に転用されたと伝えられている。

## 構造
北上川右岸の段丘上にあり、最頂部は標高約180m。
規模は東西550m×南北700mに及び、南西に吉兵衛館、その西方に西御所が続く。
最頂部の本丸（御殿）は東西60m×南北120m。
二の丸は東西50m×南北100mほど。
各郭には階段状の腰郭が続く。
主要な郭をめぐる空堀と土塁は改変を受け不明な点も多いが、急崖の東辺を除き二重・三重の塁濠が中腹〜山裾にかけて残っている。